# یخدان کریم‌آباد
یخدان کریم آباد مربوط به اواخر دوره قاجار است و در شهرستان مشهد، بخش مرکزی، روستای کریم آباد واقع شده و این اثر در تاریخ ۱۶ شهریور ۱۳۸۳ با شمارهٔ ثبت ۱۱۰۸۷ به‌عنوان یکی از آثار ملی ایران به ثبت رسیده است.